# 칸티쿰 합창단
칸티쿰합창단(Canticum Choir 1996 - 현재)은 교회음악 전문 합창단이다.
칸티쿰 합창단은 초교파적인 앙상블로 앤섬, 칸타타, 오라토리오에 이르는 교회음악 전반을 연주하는 민간 합창단이다. 1996년 창단 이후 2007년까지 7회의 정기연주회를 열었다. 2008년 이후부터 매년 봄과 크리스마스 정기연주회를 하고 있으며 2017년 현재 25회 정기 연주회를 하였다. 2016년 스코틀랜드 글래스고에서 열린 ISME(International Society for Music Education) 연주회에 참여하는 등 교회음악 활동 저변을 넓히고 있다.
칸티쿰(Canticum)이란 기쁨의 노래라는 뜻으로, 복음서에 나타난 복음송가 Magnificat(마리아의 노래), Benedictus(사가랴의 노래), Nunc Dimittis(시므온의 노래)를 뜻한다.

## 합창단

### 지휘자
서광태
- 연세대학교 작곡과 졸업
- 작곡가(오케스트레이션 전문가)
- 연세대학교 사회교육원 영상음악 전문가 과정
- 주요편곡경력: 광복절 기념식(2003 행자부), 노무현대통령 취임식 행사음악(2003, 행자부), 홍혜경 한국 가곡집 편곡(2003 EMI)

### 부지휘자
서예지
- 서울대학교 작곡과 졸업
- 주요편곡경력: 애니메이션 언더독 영화음악 편곡

### 피아노
이진영
- 추계예술대학교 졸업
- 평광교회 전임 피아니스트

## 활동

### 국내 활동

#### 정기 연주회
- 2021년 6월 8일 제 31회 정기 연주회 J.S Bach - Lutheran Mass BWV 233, BWV 234, BWV 235, BWV 236 예술의전당
- 2019년 12월 10일 제 30회 정기 연주회 J.S Bach - 크리스마스 오라토리오 고양아람누리
- 2019년 6월 11일 제 29회 정기 연주회 Benjamin Britten - A Ceremony of carols, Rejoice in the Lamb, Hymn to St. Cecilia, Te deum 영산 아트홀
- 2018년 12월 18일 제 28회 정기 연주회 F.J Haydn - 천지창조 고양아람누리
- 2018년 6월 5일 제 27회 정기 연주회 W.A Mozart - Requiem on D minor K.626, Pergolesi - Stabat Mater 고양아람누리
- 2017년 12월 19일 제 26회 정기 연주회 Felix Mendelssohn Bartholdy - Elias 고양아람누리
- 2017년 5월 16일 제 25회 정기 연주회 J.S Bach - BWV232 고양아람누리
- 2016년 12월 13일 제 24회 정기 연주회 Giacomo Puccini - Messa di Gloria 고양아람누리
- 2016년 6월 9일 제 23회 정기 연주회 Benjamin Britten - Hymn to St Cecilia, Johannes Brahms - Two Motet 성공회성당
- 2015년 12월 15일 제 22회 정기 연주회 G.F Handel - Messiah 고양아람누리
- 2015년 5월 19일 제 21회 정기 연주회 Palestrina - Missa Brevis 세라믹팔레스홀
- 2014년 12월 9일 제 20회 정기 연주회 Franz Listz - Christus Oratorio, Rodgers Strader - King of Love 고양아람누리
- 2014년 5월 22일 제 19회 정기 연주회 J.S Bach - BWV 245, BWV 236 성공회성당
- 2013년 10월 29일 제 18회 정기 연주회 F.J Haydn - 천지창조 고양아람누리
- 2013년 5월 16일 제 17회 정기 연주회 J.S Bach - BWV 233, BWV 234
- 2012년 12월 16일 제 16회 정기 연주회 Benjamin Britten - A Ceremony of Carols, Op28, Johannes Brahms - Four Songs for Women's Chorus, Two Horns and Harp
- 2012년 5월 22일 제 15회 정기 연주회 Benjamin Britten - Hymn to St Cecilia, Te Deum, Sameul Barber - Agnus Dei(현을 위한 아다지오)
- 2011년 12월 20일 제 14회 정기 연주회 Rodgers Strader - King of Love, John Rutter - Gloria 고양아람누리
- 2011년 5월 24일 제 13회 정기 연주회 W.A Mozart - Requiem on D minor K.626 고양아람누리
- 2010년 12월 28일 제 12회 정기 연주회 L.v Beethoven - Mass in C 고양아람누리
- 2010년 5월 25일 제 11회 정기 연주회 J.S Bach - BWV 245, BWV 236 성공회성당
- 2009년 12월 29일 송년음악회 F.J Haydn] - 'Nelson Mass' Missa in Angustiis 고양아람누리
- 2009년 5월 26일 제 10회 정기 연주회 J.S Bach - BWV 233, BWV 234 성공회성당
- 2008년 12월 28일 제 09회 정기 연주회 Giacomo Puccini - Messa di Gloria 고양아람누리
- 2008년 5월 29일 제 08회 정기 연주회 Palestrina - Missa Brevis 성공회성당
- 2006년 12월 15일 제 07회 정기 연주회 Benjamin Britten - Hymn to St Cecilia, Te Deum 영산아트홀
- 2005년 10월 24일 제 06회 정기 연주회 Benjamin Britten - Missa Brevis in D Op.63, F.J Haydn -  'Nelson Mass' Missa in Angustiis
- 2004년 10월 26일 제 05회 정기 연주회 Francis Poulenc - Gloria 영산아트홀
- 2003년 12월 2일 제 04회 정기 연주회 Benjamin Britten -  Rejoice in the Lamb 영산아트홀
- 2002년 10월 26일 제 03회 정기 연주회 Benjamin Britten - A Ceremony of Carols 영산아트홀
- 2001년 12월 21일 제 02회 정기 연주회 Palestrina - Missa Brevis 영산아트홀
- 1996년 10월 19일 제 01회 창단 연주회

#### 초청 연주회
- 2019년 9월 7일 Francis Poulenc - Stabat Mater 안동교회
- 2019년 3월 9일 J.S. Bach BWV 232 중 Sanctus Ossana, Anthem 등 청란교회
- 2019년 3월 8일 J.S. Bach BWV 232 중 Sanctus Ossana, Anthem 등 국수교회
- 2016년 9월 3일 Francis Poulenc - Gloria 안동교회

### 해외 활동
- 2016년 7월 26일 Benjamin Briten - Hymn to St. Cecilia, Samuel Barber - Agnus Dei 등 ISME 2016 글래스고 세계대회 콘서트(32nd World Conference International Society for Music Education Glasgow)

- 2016년 7월 23일 Benjamin Briten - Hymn to St. Cecilia, Samuel Barber - Agnus Dei 등 스코틀랜드 에딘버러 성 자일스 성당(St Giles' Cathedral)